# Peter Panhans
Peter Panhans (* 1942) ist ein deutscher Schauspieler, Hörspiel- und Synchronsprecher.

## Leben
Über das Leben des 1942 geborenen Peter Panhans sind nur lückenhafte Informationen vorhanden. Nach dem Abitur absolvierte er ein Studium am Max Reinhardt Seminar in Wien. Nach einigen Jahren an Theatern in Österreich begann er an Theatern in der DDR zu arbeiten, wo er auch in einigen Produktionen des Fernsehens der DDR zu sehen war. Einen großen Raum nahm seine Tätigkeit als Synchron- und Hörspielsprecher ein. Nach der Wende konnte er seinen Beruf weiterhin erfolgreich ausüben. Seit 1994 ist er freiberuflich tätig.

## Filmografie
- 1981: Polizeiruf 110: Auftrag per Post (Fernsehreihe)
- 1982: Polizeiruf 110: Im Tal
- 1989: Die gläserne Fackel (Fernsehserie, 1 Episode)
- 1996: Alarm für Cobra 11 – Die Autobahnpolizei (Fernsehserie, 1 Episode)
- 2000: Zoom

## Theater
- 1963: Hugo von Hofmannsthal: Jedermann – Regie: Helene Thimig (Salzburger Festspiele)
- 1964: Molière: Der Geizige – Regie: Wolfgang Liebeneiner (Wiener Akademietheater)
- 1975: Bertolt Brecht: Die Dreigroschenoper (Peachum) – Regie: Lothar Toussaint (Theater Anklam)
- 1981: Johann Wolfgang von Goethe: Faust I (Faust) – Regie: Gerhard Hubert (Bühnen der Stadt Quedlinburg)
- 1985: Johann Wolfgang von Goethe: Urfaust (Faust) – Regie: Gerhard Hubert (Bühnen der Stadt Quedlinburg)
- 1986: Friedrich Schiller: Wilhelm Tell (Wilhelm Tell) – Regie: Werner Peter (Bergtheater Thale)
- 1996: William Shakespeare: Der Sturm – Regie: Andreas Hutter (Theater für Vorarlberg)
- 2001: Heinrich Spoerl: Die Feuerzangenbowle (Knebel) – Regie: Peter Kube (Comödie Dresden)
- 2002: Richard Baer: Vermischte Gefühle – Regie: Wolfgang Spier (Contra-Kreis-Theater Bonn)

## Hörspiele
- 1976: Billy Mullis: Projekt Naomi (Charles Nathieas) – Regie: Helmut Hellstorff (Dokumentarhörspiel – Rundfunk der DDR)
- 1976: Anatoli Antochin: Materiell verantwortlich (Prostysch) – Regie: Peter Groeger (Hörspiel – Rundfunk der DDR)
- 1978: Wolf Dee: Mr. Spotny und der Beschützer des Strandes (Blondy) – Regie: Walter Niklaus (Kurzhörspiel/Kriminalhörspiel – Rundfunk der DDR)
- 1986: Rudyard Kipling: Mowglis Geschichten (Schir-Kan) – Regie: Klaus Zippel (Kinderhörspiel, 4 Teile – Rundfunk der DDR)
- 1989: Ljudmilla Rasumowskaja: Garten ohne Erde (Kulikow) – Regie: Peter Groeger (Hörspiel – Rundfunk der DDR)
- 1990: Michel Azama: Die Schleuse – Regie: Peter Groeger (Hörspiel – Rundfunk der DDR)
- 1990: Lew Lunz: Die Stadt der Gerechtigkeit (Mürrischer Soldat) – Regie: Peter Groeger (Hörspiel – Rundfunk der DDR)
- 1992: Bernard-Marie Koltès: Dumpfe Stimmen / Des voix sourdes – Regie: Ulrich Gerhardt (Hörspiel – SWF/RB)
- 1993: Léo Malet: Die Ratten von Montsouris (Zavatter) – Regie: Hans Gerd Krogmann (Kriminalhörspiel aus der Reihe Neue Geheimnisse aus Paris – SWF)
- 1993: Léo Malet: Bilder bluten nicht  (Zavatter) – Regie: Hans Gerd Krogmann (Kriminalhörspiel aus der Reihe Neue Geheimnisse aus Paris – SWF)
- 1994: Anonymus: Die Mondblume (Subu) – Regie: Peter Groeger (Kinderhörspiel – DLR)
- 1994: Burkhard Meise: Rede um dein Leben, meine Schöne! (Herr Kettler) – Regie: Peter Groeger (Kriminalhörspiel – DLR)
- 1995: Stefan Schütz: Werwölfe (Partisan) – Regie: Peter Groeger (Hörspiel – DLR)
- 1996: Waldtraut Lewin: Das Geheimnis des persischen Sklaven (Hundehalter) – Regie: Christoph Dietrich (Kriminalhörspiel – SFB/ORB)
- 1996: Akos Nemeth: Julia und ihr Leutnant oder Bis daß der Tod euch scheidet – Regie: Peter Groeger (Hörspiel – DLR)
- 1999: Erich Loest: Gute Genossen (Paulsen) – Regie: Peter Groeger (Hörspiel – MDR)
- 2004: Andrei Tarkowski: Hoffmanniana – Regie: Kai Grehn (Hörspiel – RBB/SWR)

## Synchronisation

### Filme
- 1954 (1990): José Casa als Bettelmönch in Ali Baba
- 1966 (1982): Nello Pazzafini als Cobra in Das Finale liefert Zorro
- 1972 (1989): Jüri Järvet als Snaut in Solaris
- 1994: William Lucking: als Captain in Der Mann, der niemals starb
- 1994: Chuck Brauchler als Man Missing Guard in Die Verurteilten
- 1995: Michael Melvin als Insasse Arthur Doc Barker in Murder in the First – Lebenslang in Alcatraz

### Fernsehserien
- 1964–1970: 3 Schauspieler in  3Rollen in Daniel Boone
- 1969–1971: 3 Schauspieler in 3 Rollen in Randall & Hopkirk – Detektei mit Geist
- 1980–1988: 1 Schauspieler in 1 Rolle in Magnum
- 1991–1994: 1 Schauspieler in 1 Rolle in Die Rückkehr der Märchenbraut
- 1993–2018: 1 Schauspieler in 1 Rolle in Akte X – Die unheimlichen Fälle des FBI
- 1993–1996: 1 Schauspieler in 1 Rolle in Nachtschicht mit John
- 1994–1995: 1 Schauspieler in 1 Rolle in Wildes Land